# Les Llosses
Les Llosses (em catalão e oficialmente) ou Las Llosas (em castelhano) é um município da Espanha na comarca de Ripollès, província de Girona, comunidade autónoma da Catalunha. Tem 114 km² de área e em 2021 tinha 209 habitantes (densidade: 1,8 hab./km²).

## Demografia
| Variação demográfica do município entre 1991 e 2004[carece de fontes?] | Variação demográfica do município entre 1991 e 2004[carece de fontes?] | Variação demográfica do município entre 1991 e 2004[carece de fontes?] | Variação demográfica do município entre 1991 e 2004[carece de fontes?] |
| ---------------------------------------------------------------------- | ---------------------------------------------------------------------- | ---------------------------------------------------------------------- | ---------------------------------------------------------------------- |
| 1991                                                                   | 1996                                                                   | 2001                                                                   | 2004                                                                   |
| 362                                                                    | 269                                                                    | 254                                                                    | 262                                                                    |